# Гусев, Вячеслав Викторович
Вячесла́в Ви́кторович Гу́сев (род. 4 октября 1985, Прокопьевск, Кемеровская область) — российский боксёр-профессионал, выступающий в полулёгкой и в лёгкой весовых категориях. Чемпион IBF International (2015—н. в.), интерконтинентальный чемпион WBA и WBO, чемпион PABA, чемпион Европы по версии WBO, двукратный чемпион России.
Наилучшая позиция в мировом рейтинге: 83-й.

## Профессиональная карьера
На профессиональном ринге Вячеслав Гусев дебютировал в ноябре 2003 года.
19 декабря 2015 года единогласным решением судей (118—110, 117—111 и 115—113) победил боксёра из Танзании Космаса Чека и завоевал вакантный титул чемпиона по версии IBF International в полулёгком весе.

## Статистика профессиональных боёв
В таблице перечислены результаты всех поединков боксёров.
В каждой строке указан результат поединка. Дополнительно номер поединка обозначен цветом, который обозначает итог поединка. Расшифровка обозначений и цветов представлена в нижеследующей таблице.
| Пример | Расшифровка                     |
| ------ | ------------------------------- |
|        | Победа                          |
|        | Ничья                           |
|        | Поражение                       |
|        | Планируемый поединок            |
|        | Поединок признан несостоявшимся |
| КО     | Нокаут                          |
| ТКО    | Технический нокаут              |
| PTS    | Решение судей (по очкам)        |
| UD     | Единогласное решение судей      |
| MD     | Решение большинства судей       |
| SD     | Раздельное решение судей        |
| RTD    | Отказ от продолжения боя        |
| DQ     | Дисквалификация                 |
| NC     | Поединок признан несостоявшимся |

| 33 поединка, 25 побед (8 нокаутом), 8 поражений. | 33 поединка, 25 побед (8 нокаутом), 8 поражений. | 33 поединка, 25 побед (8 нокаутом), 8 поражений. | 33 поединка, 25 побед (8 нокаутом), 8 поражений. | 33 поединка, 25 побед (8 нокаутом), 8 поражений. | 33 поединка, 25 побед (8 нокаутом), 8 поражений. | 33 поединка, 25 побед (8 нокаутом), 8 поражений.                                                                   |
| Бой                                              | Рекорд                                           | Дата боя                                         | Соперник                                         | Место проведения боя                             | Раундов, время                                   | Комментарии |
| ------------------------------------------------ | ------------------------------------------------ | ------------------------------------------------ | ------------------------------------------------ | ------------------------------------------------ | ------------------------------------------------ | --- |
| 25                                               | 22-3                                             | 19 декабря 2015                                  | Космас Чека (15-4-4)                             | УСК «Крылья Советов», Москва, Россия             | UD 12 (12)                                       | Счёт: 118-110, 117-111 и 115-113. Завоевал вакантный титул чемпиона по версии IBF International в полулёгком весе. |